# Astragalus iselyi
Astragalus iselyi es una especie de planta del género Astragalus, de la familia de las leguminosas, orden Fabales.

## Distribución
Astragalus iselyi se distribuye por Estados Unidos.

## Taxonomía
Fue descrita científicamente por S. L. Welsh. Fue publicada en Great Basin Naturalist 34: 305[-306], fig. 1 (1974).